# Treehouse of Horror Presents: Simpsons Wicked This Way Comes
«Treehouse of Horror Presents: Simpsons Wicked This Way Comes» (укр. «„Будиночок жахів на дереві“ представляє: Лихі Сімпсони насувають») — сьома серія тридцять шостого сезону мультсеріалу «Сімпсони», прем'єра якої відбулась 24 листопада 2024 року у США на телеканалі «Fox».

## Сюжет

### Вступ
Сімпсони відвідують «Мандрівний нічний цирк Рея Бредбері», який з'явився нізвідки в місті. Попри захват Гомера, Барта і Мардж, Лісі це місце не подобається. Дівчинка чує з одного шатра, як Розмальовану Людину звільняють. Щоб підбадьорити його, Ліса неохоче погоджується послухати розповіді, що з'являються, коли певний час вдивлятися в його тату…

### The Screaming Woman (укр.«Жінка, що кричить»)
1950-ті. Барт безтурботно грається з рушницею.
Зненацька він чує крик жінки з-під землі. Зрозумівши, що її закопали живцем, хлопчик біжить по допомогу. Однак, через погану репутацію, Бартові ніхто не вірить.
Він вирішує самотужки обійти всі будинки в районі, щоб з'ясувати, кого з жінок немає. Коли він наостанок відвідує своїх сусідів ван Гутенів, Луан затримує його. Вона пропонує йому настільні ігри, але Барт квапиться, бо закопана жінка в небезпеці. Тоді Луан напоює його жирним молоком, через що хлопчика тягне на сон. Луан на ніч зачинає Барта в кімнаті Мілгауса.
Барт використовує цукеркову «ін'єкцію», щоб пробудитися. Він біжить на пустир, але криків жінки більше не чутно. Прислухавшись Барт ледве чує джинґл зі старої реклами бургерів. Наспівавши це Гомерові, останній дивується, звідки Барт знає цю пісню, бо реклама дуже стара. Усі разом вони викопують яму на пустирі і викопують Кірка ван Гутена.
Кірк розповідає, що Луан поховала його живцем після того, як він дозволив міс Гувер побачити, як він купує їй фарбу для волосся. Попри все шеф Віґґам вирішує відпустити Луан, пояснивши це тим, що у «1950-х вбивство вважається прийнятнішим, ніж розлучення». Мардж запевняє Барта, що вони більше ніколи не сумніватимуться в ньому. Скориставшись цим, Барт говорить, що Ліса — комуністка, тож поліція безсумнівно арештовує дівчинку.

### Marionettes, Inc. (укр.«Корпорація „Маріонетки“»)
У Спрінґфілдській початковій школі директор Скіннер втомлює інспектора Чалмерса запитаннями, який бант на святкування кращий. Чалмерс не витримує та йде від Сеймура до таврни Мо.
В барі Карл чує дорікання Ґері партнером, з яким треба проводити час, та відводить його. Карл показує через вікно, як цим часом… він проводить час з Ленні. Після спантеличення Чалмерса, Карл пояснює, що замовив собі робо-двійника. Він дає Чалмерсу візитівку секретної «Фрінкорпорації „Маріонетки“».
Через деякий час Чалмерс отримує свою робо-копію. Він відводить Робо-Чалмерса до школи, щоб той далі вислуховував Скіннера.
Тим часом Ґері насолоджується днем. Перед кафе-морозиво він помічає Скіннера, що мав бути у школі. Після гонитви обоє розкривають, що купили робо-двійників. Їх знаходить переляканий Карл, робот якого вирішив, що є справжнім Карлом. На щастя, «справжній» Карл вбив робота, тож Чалмерсу і Скіннеру треба поквапитися.
Удвох вони вбігають до школи, де на урочистому заході роботи оголошують про нові, більш дружні та вільні правила у школі (наприклад, до вчителів можна звертатися на ім'я). «Справжні» директор та інспектор вриваються на сцену та розпочинають бій. Скіннер вбиває свою робо-копію лазерним пістолетом. Однак, він не може вирішити, якого з Чалмерсів вбити: більш дружнього, чи того, хто кричить, що очевидно перший — робот. Сеймур вбиває більш дружнього… і помиляється — це був «справжній» інспектор. Сеймур сумує, але Робо-Чалмерс пропонує йому піти й обгворити банти. Скіннер швидко погоджується…

### Fahrenheit 451 (укр.«451 градус за Фаренгейтом»)
До дому Лавджоїв вриваються пожежники. Виявляється, що Тімоті дивився невибагливі розважальні шоу, що є незаконним в цьому антиутопічному світі. В результаті пожежники, яких очолює Гомер, спалює кімнату.
Повернувшись додому, Сімпсони кличуть Гомера дивитися «Баронів-розбійників» — високоякісний серіал сьогодення. Однак, Гомер виявляє, що йому нудно. Він ділиться своєю цікавістю зі своїми рідними та колегами, але Гмерові нагадують, що розваги — незаконні.
Під час виклику до Спрінґфілдської початкової школи Гомер заходить в сарай завгоспа Віллі та дивиться шоу типу «Найкумедніших домашніх відео Америки», що веселить його вперше за багато років. Віллі визирає та ділить з Гомером касетою з розважальним контентом, перш ніж інші пожежники спалюють сарай. Гомер переховує касету.
Вдома на горищі Гомер вмикає касету та безупинно сміється. Він розповідає про це Бартові, сподіваючись на розуміння. Однак, хлопчик здає батька через мерч «Баронів-розбійників». До будинку Сімпсонів вриваються пожежники з генералом Зіґфрідом Блейзом. Той розкриває, що через надто вибагливий контент і відсутності свободи вибору влада може контролювати громадян. Блейз намагається змусити перевиховати Гомера, але чоловікові вдається втекти.
Він переховується містом і вирушає до «Башти Андроїда», на дверях якої той самий символ, що і на касеті. Його зустрічає таємне товариство людей, що зберігають невибагливі шоу. На жаль, Гомера та товариство відслідковують. Пожежники спалюють бібліотеку, але, використавши хитрий трюк, Гомер допомагає групі втекти до табору біженців. На околицях міста товариство переповідає одне одному вивчені напам'ять розважальні шоу та серіали…
У сцені під час титрів після прослуханих розповідей Ліса збирається йти з цирку, але виявляє, що сама стала татуюванням на тілі Розмальованої Людини.

## Виробництво
За словами співвиконавчого продюсера серії Браяна Келлі, для серії розробили безліч нових дизайнів для персонажів і локацій, а також зовсім різну анімацію для кожного сегмента. «Неможливість використовувати звичайні дизайни — це велика додаткова робота для аніматорів».
Ідея зняти епізод за оповіданнями Рея Бредбері належала виконавчому продюсерові Метту Селману. Браян Келлі розповів, що він зі сценаристкою Джессікою Конрад «прочитали багато [творів Бредбері], щоб знайти ті, які хотіли адаптувати. Що можливо, тому що Рей Бредбері написав БАГАТО».
Було вирізано репліку, в якій керуючий цирком звільняючи Розмальовану Людину, каже: «Блуббо, Вічна дитина, проведе твою співбесіду про звільнення» (англ. «Blubbo the Eternal Baby will conduct your exit interview»).
Джессіка Конрад виступила з ідеєю «Жінки, що кричить», запропонувавши звукову тему свисту, як у «Шоу Енді Гріффіта», і свистіння згодом може стати моторошним.
Спочатку у третьому сегменті горище, куди Гомер іде дивитися касету, мало багато дерева в інтер'єрі. За словами Браяна Келлі, команда помітила, що дерево не поєднується з рештою брутального бетонного будинку. На щастя, продюсер Річард Чанґ фінансово погодив пізню зміну.
У сегменті для перевиховання Гомера відправляють дивитися телесеріал «Моцарт у джунглях». Однак спочатку його мали відправити дивитися «Гострі картузи».
|                | Команда вважала, що «гострі» були занадто гарним шоу, щоб здаватися тортурами. Я стверджував, що назва «Гострі картузи» (англ. «Peaky Blinders») звучить смішніше, і це ОБ'ЄКТИВНО ПРАВДА. Тепер я неохоче визнаю всьому світу, що всі інші були праві. |
| — Браян Келлі, | |

Спочатку останній кадр сегмента починався з біженців, після чого показував місто під моторошну музику. Однак, було вирішено замінити це оповіданням Гомером для підсумовування висновків.
Одне з татуювань Розмальованої Людини, Сонце, розповідає про час, коли він захоплювався гуртом «Sublime». Наприкінці епізода Ліса не витримує співання Сонцем пісні «Santeria» гурта. Дану сцену написав Келлі разом зі своїм сином, який є фанатом «Sublime».

## Культурні відсилання та цікаві факти
- Серія повністю натхненна творами Рея Бредбері[9][10]:
  - Назва серії є відсиланням до романа «Something Wicked This Way Comes» (укр. «Щось лихе насуває»);
  - Ім'я Розмальованої Людини (англ. Illustrated Man), що показує Лісі розповіді, є назвою збірки оповідань Бредбері 1951 року;
  - Перша історія є пародією на оповідання «Жінка, що кричить»;
  - Друга розповідь натхненна оповіданням «Корпорація „Маріонетки“»;
  - Третій сегмент є пародією на роман «451 градус за Фаренгейтом».
- Татуювання Сонця на тілі Розмальованої Людини є відсиланням на обкладинку першого альбому «40oz. to Freedom» гурту «Sublime»[11].
- Серед записаних Лавджоєм «низькоякісних» шоу є «Острів кохання», «NCIS: Гаваї», «Справжні домогосподарки Беверлі Гіллз» тощо[11].
- «Барони-розбійники» — це пародія на серіал «Спадкоємці»[10].
- За вечерею у третьому сегменті Берніс Гібберт згадує Алана Сепінволла, критика журналу «Rolling Stone»[12][13].
- Наприкінці вигнанець Джаспер розповідає про американське реаліті-шоу «Vanderpump Rules» (укр. «Правила Вандерпамп»)[14].

## Ставлення критиків і глядачів
Під час прем'єри серію переглянули 2,69 млн осіб, з рейтингом 0.7, що зробило її найпопулярнішим шоу на каналі «Fox» тієї ночі.
Джон Шварц із сайту «Bubbleblabber» оцінив серію на 8/10, сказавши, що серія «була кращою, ніж та [„Treehouse of Horror XXXV“], що транслювалася раніше, оскільки ця серія була майже схожою на повернення до тих часів, коли продюсери „Сімпсонів“ були дещо більш «пофігістичними» у своєму ставленні».
Водночас на сайті «Me Blog Write Good» відзначили:
|  | Я розумію, що вони хотіли вшанувати пам'ять Бредбері, але це було справді схоже на зайву другу прогулянку на Хелловін. [Серія 27 сезона] «Halloween of Horror» була напрочуд надійною і рідкісним уявленням про Спрінґфілд під час Хелловіна, чого ми ніколи не бачили. Мені не дуже сподобався [епізод 34 сезона] «Not It», але в ньому, безумовно, розповідалося про набагато більшу історію, ніж можна було б розповісти в семихвилинному сегменті «Будиночка жахів на дереві». Однак, цього я просто не розумію. Я не розумію, чому Ви хочете знову зробити серію-антологію разом із «Будиночком жахів на дереві». |

Майк Селестіно з «Laughing Place» сказав, що «всі ці три сегменти та загальна передумова мають свої власні пам'ятні ґеґи, але найбільше мене тут вразило данина літературі (на відміну від звичайної основи „Будиночка жахів на дереві“), що означає, що ця серія „Сімпсонів“ справді може надихнути свою аудиторію шукати ці оповідання Рея Бредбері, вимкнути різноманітні електронні пристрої та хоч раз почитати!»